# Мусієнко Оксентій Оксентійович
Оксе́нтій Оксе́нтійович Мусіє́нко (1914—1941) — український поет, учасник Другої світової війни.

## Життєпис
Народився 1914 року в селі Станишівка (сучасний Іванківський район Київської області) у родині сільського коваля. Батько вивчився в церковноприходській школі, мама була неписьменною. Ріс з братами й сестрами Мусєм, Марією, Іваном та Уляною. 1929 року в селі почало створюватися колективне господарство, батьки одними з перших вступили в нього.
Закінчив Станишівську початкову школу, 1929 року — Іванківську семирічну, продовжує навчання в Київському педагогічному інституті. Через нестатки сім'ї 1932 року змушений припинити навчання. 7 років викладав українську мову і літературу в школах Іванківського району (села Доманівка, Соснівка, Прибірськ).
1938 року навчався на Всеукраїнських курсах при Київському університеті.
Друкувався в періодичних виданнях з 1932 року, один з перших сількорів колишньої іванківської районної газети «Червоний промінь» — протягом майже 10 років виступав з віршами, кореспонденціями, нарисами. Друкувалися його поезії в республіканських газетах і журналах.
1938 року закінчив Житомирський педагогічний інститут.
В 1939 році був призваний до лав РА, від 1940-го служив на території Литви. Брав участь у війні з Фінляндією.
В кінці травня 1941 року отримав короткострокову відпустку, 20 червня повернувся в свою військову частину.
Загинув 29 жовтня 1941-го під час нацистсько-радянської війни під Вязьмою.
1985 року посмертно прийнятий до Спілки письменників.
Є автором збірок
- «Прагнення» (видане 1989) та
- «Повернення» (також 1989).

Ряд віршів Мусієнка вміщені в колективному збірнику «В єдинім строю» (1985).